# وادي الديرة
وادي الديرة هو نهر يمر عبر مقاطعة إشبيلية في الأندلس جنوب إسبانيا.

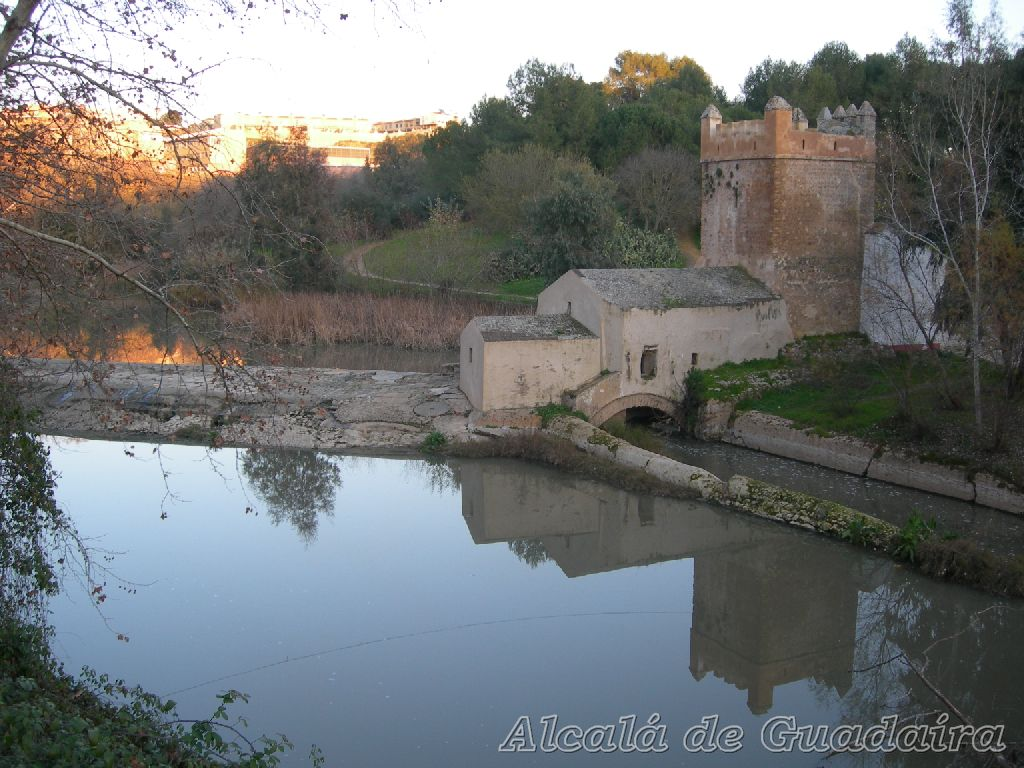
طاحونة على طول نهر وادي الديرة

يمر النهر عبر بلدة قلعة جابر في منطقة العاصمة إشبيلية. يقع مستجمع المياه العلوي للنهر من الأرض إلى الشرق والجنوب الشرقي من المدينة ، ويمر عبر المدينة ويصب في الوادي الكبير إلى جنوب إشبيلية. كان النهر لسنوات عديدة ملوثًا بشدة بالمنتجات الثانوية لمعالجة الزيتون وغيرها من النفايات التي ألقيَت مباشرة في النهر.